# Motorola 68451
Die MC68451 war eine Memory Management Unit (MMU) von Motorola (heute Freescale), die hauptsächlich in Verbindung mit dem Prozessor Motorola 68010 eingesetzt wurde.

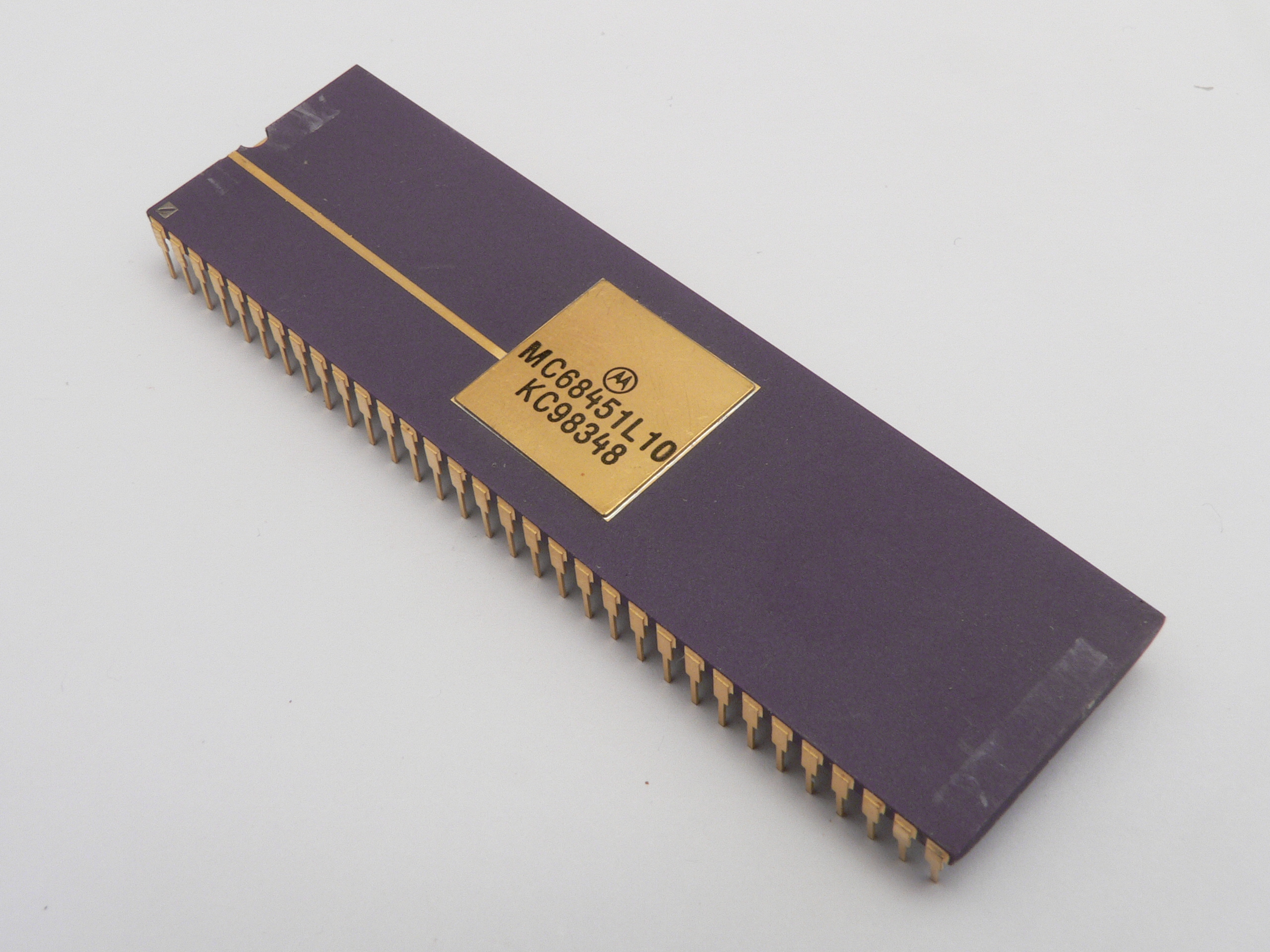
Motorola MC68451

Mit der MMU konnte der 16-MB-Adressraum des MC68000 oder MC68010 verwaltet und gegen unberechtigte Zugriffe geschützt werden. Der Baustein hatte eine variable Blockgröße, die meist für eine segmentbasierte Speicherverwaltung verwendet wurde. Bis zu 96 Speichersegmente oder Seiten variabler Größe konnten von logischen auf physikalische Adressen abgebildet werden. Um mehr Segmente bzw. Seiten zu erlauben, war der Betrieb mit offiziell bis zu 3 MMUs möglich.
In Kombination mit dem MC68010 ermöglichte die MC68451 die Realisierung von virtuellem Speicher. Mit dem Vorgänger MC68000 war das aufgrund eines Fehlers bei der Behandlung von Speicherzugriffsfehlern nicht möglich. Durch die Beschränkung auf 96 Tabelleneinträge hatten Systeme mit 68010 und 68451 Geschwindigkeitsprobleme, da infolge der geringen Tabellengröße häufig Tabelleneinträge nachgeladen werden mussten. Einige Firmen (z. B. die H. Berthold AG) schaltete daher bis zu zwölf 68451 MMUs zusammen, andere (z. B. Sun Microsystems) verwendeten statt der 68451 eine selbstgebaute sogenannte Berkeley MMU.